# CANDIES 1676 DAYS〜キャンディーズ1676日〜
『CANDIES 1676 DAYS〜キャンディーズ1676日〜』（キャンディーズ・シックスティーン・セヴンティシックス・デイズ キャンディーズせんろっぴゃくななじゅうろくにち）は、1977年12月5日にリリースされた、キャンディーズのボックス・セットである。

## 内容
- LP帯コピー：カラフルに刻まれたキャンディーズ大全集=全五枚組
- キャンディーズの解散まで残り4ヶ月となり、それまでの軌跡と最新録音曲・未発表曲で綴ったLP盤5枚組（カセットテープは3本組）、全58曲[1]のボックス・セット。
- タイトルの「1676日」は、歌手デビュー曲であるシングル「あなたに夢中」のリリースから後楽園球場で行われた解散コンサート「ファイナルカーニバル」までの全日数を意味している（1973年9月1日 - 1978年4月4日）。
- Disk 1 - 3はベスト・アルバムで、本作のリリース時点で発売されていた全16枚のシングルのうち、2ndシングル「そよ風のくちづけ」（1974.1.21）、本作と同時発売された最新シングル「わな」を除く14枚のシングルのA面曲と一部B面曲に、アルバムのナンバーを差し入れた構成。
- Disk 4は洋楽のカバーで、2曲を除きすべて新録。
- Disk 5は新録曲・未発表曲集で、ステージでしか歌われていなかった楽曲や、1976年3月29日から31日に日本劇場で、8月1日から4日に梅田コマ・スタジアムで開催されたワンマン・ショーでのオリジナル・ミュージカル『スタンバイOK』用の楽曲も収録されている。
- 2000年に初めてCDで復刻され（5枚分完全収録。その際にボーナス・トラックとして「そよ風のくちづけ」、「わな」、「微笑がえし」が収録され、さらに『スタンバイOK』の劇中歌で、LP盤とカセットテープでは記入漏れになっていた「ふたりぼっちの夜間飛行」が正式にクレジットされた）、2008年9月3日にリリースされたCD-BOX『キャンディーズ・タイムカプセル』に収納された紙ジャケット盤ではDisk 4と5のみ復刻され、ボーナス・トラック、特にキャンディーズに捧げた楽曲が収録された。詳しくは該当項目を参照。

## 収録曲

### LP

#### Disk 1 / Side A
1. キャンディーズ
2. あなたに夢中
3. はぐれた小鳩
4. なみだ草
5. 危い土曜日
6. なみだの季節

#### Disk 1 / Side B
1. 年下の男の子
2. 私だけの悲しみ
3. 悲しきためいき
4. くちづけのあと
5. 愛の瞬間
6. 内気なあいつ

#### Disk 2 / Side A
1. その気にさせないで
2. バイ・バイ・センチメンタル
3. どれがいいかしら
4. 片想いの午後
5. 秋のスケッチ
6. 二人のラブトレイン

#### Disk 2 / Side B
1. 春一番
2. さよならバイバイ
3. 恋のあやつり人形
4. 夏が来た!
5. 帰れない夜
6. ハートのエースが出てこない

#### Disk 3 / Side A
1. やさしい悪魔
2. あなたのイエスタデイ
3. SAMBA NATSU SAMBA
4. ハート泥棒
5. オレンジの海
6. 哀愁のシンフォニー

#### Disk 3 / Side B
1. 暑中お見舞い申し上げます
2. ミッドナイト・ハイウェイ
3. 今日から私は
4. 素敵な魔法使い
5. アン・ドゥ・トロワ
6. HELLO! CANDIES

- Disk 1 - 3の作詞・作曲・編曲者はリンク先を参照されたい。

#### Disk 4 / Side A
1. ISABELLE
  - 作詞・作曲：O. Tedjini、編曲：あかのたちお
  - オリジナル歌唱：Daniel Guichard
2. LET IT SHINE
  - 作詞・作曲：Linda Hargrove、編曲：あかのたちお
  - オリジナル歌唱：Olivia Newton-John
3. SUGAR CANDY KISS
  - 作詞・作曲：Wayne Bickerton・Tony Waddington、日本語詞：森雪之丞、編曲：馬飼野康二
  - オリジナル歌唱・楽曲：Mac & Katie Kissoon "Sugar Candie Kisses"
4. IT'S GONNA BE A COLD COLD CHRISTMAS（恋のラストシーン）
  - 作詞・作曲：R. Greenaway・G. Stephens、編曲：宮本光雄
  - オリジナル歌唱：Danna
5. ALL YOU GET FROM LOVE IS A LOVE SONG（ふたりのラヴ・ソング）
  - 作詞・作曲：Steve Eaton、訳詞：森雪之丞、編曲：馬飼野康二
  - オリジナル歌唱：Steve Eaton、The Carpenters
6. SE PIANGI, SE RIDI（君に涙とほほえみを）
  - 作詞：Mogoi、作曲：Marchti・Satii、訳詞：安井かずみ、編曲：宮本光雄
  - オリジナル歌唱：Bobby Solo

- 「SUGAR CANDY KISS」と「ALL YOU GET FROM LOVE IS A LOVE SONG」は『Candy Label』（1977.9.1）収録盤と同一音源だが別ミックス。

#### Disk 4 / Side B
1. DANCE, DANCE, DANCE
  - 作詞：E. Faulkner・S. Wood、作曲：R. Greenaway・G. Stephens、編曲：あかのたちお
  - オリジナル歌唱：Bay City Rollers
2. MIDNIGHT LOVE AFFAIR
  - 作詞：M. Jourdan、作曲：P. Groscolas、編曲：あかのたちお
  - オリジナル歌唱：Carol Douglas
3. LOVE FEVER
  - 作詞・作曲：E. Faulkner・S. Wood、訳詞：竜真知子、編曲：渡辺茂樹
  - オリジナル歌唱：Bay City Rollers
4. MASCULIN SINGULIER（あなたの瞳に）
  - 作詞：M. Mallory、作曲：J. Revaux、訳詞：竜真知子、編曲：渡辺茂樹
  - オリジナル歌唱：Sylvie Vartan
5. STEEL WILLIE
  - 作詞・作曲：Ian Mitchell・D. McKee、編曲：あかのたちお
  - オリジナル歌唱：Rosetta Stone
6. INSIDE A BROKEN DREAM（孤独の涙）
  - 作詞・作曲：E. Faulkner・Steve Wood・Leslie McKeown、編曲：あかのたちお
  - オリジナル歌唱：Bay City Rollers

#### Disk 5 / Side A
1. 銀河系まで飛んで行け!
  - 作詞：喜多條忠、作曲：吉田拓郎、編曲：馬飼野康二
  - 翌年には梓みちよが、1983年には中原理恵がそれぞれカバーした。
  - 2025年にはアニメ「銀河特急 ミルキー☆サブウェイ」の主題歌として使用された。
2. 恋のタッチダウン -キャンディーズ・オリジナル・ミュージカル『スタンバイOK』より-
  - 作詞：森雪之丞、作曲・編曲：小六禮次郎
3. 愛の回転木馬〜あなたは誰? -キャンディーズ・オリジナル・ミュージカル『スタンバイOK』より-
  - 作詞：森雪之丞、作曲・編曲：小六禮次郎
4. 私を憶い出して -キャンディーズ・オリジナル・ミュージカル『スタンバイOK』より-
  - 作詞：森雪之丞、作曲・編曲：小六禮次郎
5. 銀河空港
  - 作詞：竜真知子、作曲・編曲：馬飼野康二
  - 『春一番』（1976.4.1）用の楽曲としてレコーディングされたがお蔵入りに。後にステージのみで歌われた。
6. めざめ
  - 作詞：森雪之丞、作曲・編曲：小六禮次郎
  - もともとはステージのみで歌われていた楽曲で、『蔵前国技館10,000人カーニバルVol.2 キャンディーズ・ライブ』（1976.12.5）に収録されている。

#### Disk 5 / Side B
1. アン・ドゥ・トロワ パートII
  - 作詞：喜多條忠、作曲：吉田拓郎、編曲：馬飼野康二
  - 「アン・ドゥ・トロワ」の当初の編曲バージョン。
2. エトセトラ
  - 作詞：島武実、作曲・編曲：穂口雄右
3. キャンディーズ1676日
  - 作詞：島武実、作曲・編曲：穂口雄右
  - 本作の全収録曲の中では演奏時間が最も長い（11分05秒）。
4. つばさ
  - 作詞：伊藤蘭、作曲・編曲：渡辺茂樹
  - 後述する「3つのキャンディー」へのアンサーソングとして、ランが作詞した。1年後、本人達の意向を丸無視する形でシングルとしてリカットされた。

### CT

#### Side A
1. キャンディーズ
2. あなたに夢中
3. はぐれた小鳩
4. なみだ草
5. 危い土曜日
6. なみだの季節
7. 年下の男の子
8. 私だけの悲しみ
9. 悲しきためいき
10. くちづけのあと
11. 愛の瞬間
12. 内気なあいつ
13. その気にさせないで

#### Side B
1. 春一番
2. どれがいいかしら
3. 片想いの午後
4. 秋のスケッチ
5. 二人のラブトレイン
6. バイ・バイ・センチメンタル
7. さよならバイバイ
8. 恋のあやつり人形
9. 夏が来た!
10. 帰れない夜
11. ハートのエースが出てこない

#### Side C
1. やさしい悪魔
2. あなたのイエスタデイ
3. SAMBA NATSU SAMBA
4. ハート泥棒
5. オレンジの海
6. 哀愁のシンフォニー
7. 暑中お見舞い申し上げます
8. ミッドナイト・ハイウェイ
9. 今日から私は
10. 素敵な魔法使い
11. アン・ドゥ・トロワ
12. HELLO! CANDIES

#### Side D
1. ISABELLE
2. LET IT SHINE
3. SUGAR CANDY KISS
4. IT'S GONNA BE A COLD COLD CHRISTMAS（恋のラストシーン）
5. ALL YOU GET FROM LOVE IS A LOVE SONG（ふたりのラヴ・ソング）
6. SE PIANGI, SE RIDI（君に涙とほほえみを）
7. DANCE, DANCE, DANCE
8. MIDNIGHT LOVE AFFAIR
9. LOVE FEVER
10. MASCULIN SINGULIER（あなたの瞳に）
11. STEEL WILLIE
12. INSIDE A BROKEN DREAM（孤独の涙）

#### Side E
1. 銀河系まで飛んで行け!
2. 恋のタッチダウン -キャンディーズ・オリジナル・ミュージカル『スタンバイOK』より-
3. 愛の回転木馬〜あなたは誰? -キャンディーズ・オリジナル・ミュージカル『スタンバイOK』より-
4. 私を憶い出して -キャンディーズ・オリジナル・ミュージカル『スタンバイOK』より-
5. 銀河空港
6. めざめ

#### Side F
1. アン・ドゥ・トロワ パートII
2. エトセトラ
3. キャンディーズ1676日
4. つばさ

### CD

#### Disc 1
1. キャンディーズ
2. あなたに夢中
3. はぐれた小鳩
4. なみだ草
5. 危い土曜日
6. なみだの季節
7. 年下の男の子
8. 私だけの悲しみ
9. 悲しきためいき
10. くちづけのあと
11. 愛の瞬間
12. 内気なあいつ
13. そよ風のくちづけ（ボーナス・トラック）
  - 作詞：山上路夫、作曲：森田公一、編曲：穂口雄右

#### Disc 2
1. その気にさせないで
2. バイ・バイ・センチメンタル
3. どれがいいかしら
4. 片想いの午後
5. 秋のスケッチ
6. 二人のラブトレイン
7. 春一番
8. さよならバイバイ
9. 恋のあやつり人形
10. 夏が来た!
11. 帰れない夜
12. ハートのエースが出てこない

#### Disc 3
1. やさしい悪魔
2. あなたのイエスタデイ
3. SAMBA NATSU SAMBA
4. ハート泥棒
5. オレンジの海
6. 哀愁のシンフォニー
7. 暑中お見舞い申し上げます
8. ミッドナイト・ハイウェイ
9. 今日から私は
10. 素敵な魔法使い
11. アン・ドゥ・トロワ
12. HELLO! CANDIES
13. わな（ボーナス・トラック）
  - 作詞：島武実、作曲・編曲：穂口雄右
14. 微笑がえし（ボーナス・トラック）
  - 作詞：阿木燿子、作曲・編曲：穂口雄右

#### Disc 4
1. ISABELLE
2. LET IT SHINE
3. SUGAR CANDY KISS
4. IT'S GONNA BE A COLD COLD CHRISTMAS（恋のラストシーン）
5. ALL YOU GET FROM LOVE IS A LOVE SONG（ふたりのラヴ・ソング）
6. SE PIANGI, SE RIDI（君に涙とほほえみを）
7. DANCE, DANCE, DANCE
8. MIDNIGHT LOVE AFFAIR
9. LOVE FEVER
10. MASCULIN SINGULIER（あなたの瞳に）
11. STEEL WILLIE
12. INSIDE A BROKEN DREAM（孤独の涙）

#### Disc 5
1. 銀河系まで飛んで行け!
2. 恋のタッチダウン -キャンディーズ・オリジナル・ミュージカル『スタンバイOK』より-
3. ふたりぼっちの夜間飛行 -キャンディーズ・オリジナル・ミュージカル『スタンバイOK』より-
  - 作詞：森雪之丞、作曲・編曲：小六禮次郎
4. 愛の回転木馬〜あなたは誰? -キャンディーズ・オリジナル・ミュージカル『スタンバイOK』より-
5. 私を憶い出して -キャンディーズ・オリジナル・ミュージカル『スタンバイOK』より-
6. 銀河空港
7. めざめ
8. アン・ドゥ・トロワ パートII
9. エトセトラ
10. キャンディーズ1676日
11. つばさ

※LP盤とカセットテープでは「ふたりぼっちの夜間飛行」がクレジットされていなかったが、初CD化に際してクレジットが追加されている。

### キャンディーズ・タイムカプセル盤

#### Disc 14（LPのDisk 4）
1. ISABELLE
2. LET IT SHINE
3. SUGAR CANDY KISS（1676 DAYS ミックス・ヴァージョン）
4. IT'S GONNA BE A COLD COLD CHRISTMAS（恋のラストシーン）
5. ALL YOU GET FROM LOVE IS A LOVE SONG（ふたりのラヴ・ソング）（1676 DAYS ミックス・ヴァージョン）
6. SE PIANGI, SE RIDI（君に涙とほほえみを）
7. DANCE, DANCE, DANCE
8. MIDNIGHT LOVE AFFAIR
9. LOVE FEVER
10. MASCULIN SINGULIER（あなたの瞳に）
11. STEEL WILLIE
12. INSIDE A BROKEN DREAM（孤独の涙）
13. SUPER CANDIES（ボーナス・トラック）
  - 作詞：森雪之丞、作曲：新田一郎、編曲：MMP
  - 歌唱：MMP（ミュージック・メイツ・プレイヤーズ）
14. SEE YOU AGAIN CANDIES（ボーナス・トラック）
  - 作詞：森雪之丞、作曲：新田一郎、編曲：MMP
  - 歌唱：MMP
15. 3つのキャンディー（ボーナス・トラック、初CD化）
  - 作詞・作曲・編曲：田中孝一
  - 歌唱：全キャン連スーパースペシャルバンド
16. ああ、キャンディーズ（ボーナス・トラック）
  - 作詞・作曲：田中孝一、平野裕二、菊地和也、三具武士、編曲：田中孝一
  - 歌唱：全キャン連スーパースペシャルバンド
17. わな（オリジナル・カラオケ／コーラス入り）（ボーナス・トラック）
18. わな（オリジナル・カラオケ／コーラス入り2）（ボーナス・トラック、初CD化）
19. つばさ（オリジナル・カラオケ／純カラオケ）（ボーナス・トラック）

#### Disc 15（LPのDisk 5）
1. 銀河系まで飛んで行け!
2. 恋のタッチダウン -キャンディーズ・オリジナル・ミュージカル『スタンバイOK』より-
3. ふたりぼっちの夜間飛行 -キャンディーズ・オリジナル・ミュージカル『スタンバイOK』より-
4. 愛の回転木馬〜あなたは誰? -キャンディーズ・オリジナル・ミュージカル『スタンバイOK』より-
5. 私を憶い出して -キャンディーズ・オリジナル・ミュージカル『スタンバイOK』より-
6. 銀河空港
7. めざめ
8. アン・ドゥ・トロワ パートII
9. エトセトラ
10. キャンディーズ1676日
11. つばさ